# Nicolás Valentini
Nicolás Valentini (Junín, 6 de abril de 2001) é um futebolista argentino que atua como zagueiro. Atualmente, joga pelo Hellas Verona, emprestado pela Fiorentina.

## Carreira

### Início
Nascido em Junín, na província de Buenos Aires, Valentini começou sua carreira no River de Junín, de sua cidade natal. Aos 10 anos, foi observado pelo técnico Julián Coppolino que trabalhava no Sarmiento à época, que levou-o para o clube. Até então, Valentini atuava como volante camisa cinco, tendo mudado de posição por intermédio de Coppolino que notou boas características suas a ser melhor aproveitadas como zagueiro pela esquerda.

### Boca Juniors
Chegou ao Boca Juniors em novembro de 2015 aos 14 anos, após passar em um teste em que foi convidado por Horacio García, olheiro do clube. Atuando pelo Sarmiento, Nicolás estava atuando em uma partida contra o Boca Juniors, que venceu por 2–1. Porém, foi o autor do gol de seu time e chamou a atenção de García pelo perfil de liderança que exercia.
Chegou a treinar na equipe principal de Gustavo Alfaro em 2019 e em 17 de dezembro de 2020, assinou seu primeiro contrato profissional. Em 2021, foi integrado ao elenco principal pelo técnico Miguel Ángel Russo e fez sua estreia em 8 de maio na derrota por 1–0 para o Patronato, na última rodada da Copa da Liga Profesional.

### Aldosivi
Após ter atuado em apenas uma partida pelos Xineizes, em 22 de janeiro de 2022 foi anunciado como novo reforço do Aldosivi, clube também argentino, por empréstimo até dezembro. Valentini foi o oitavo reforço da equipe e renovou seu contrato com o Boca Juniors até 2024 antes de ser emprestado.
Estreou em 11 de fevereiro, na derrota por 2–0 para o Vélez Sarsfield na primeira rodada da Copa da Liga. Marcou seu primeiro gol pelo clube e na carreira em 9 de outubro, na derrota por 2–1 justamente contra o Boca Juniors na 24ª rodada da Copa da Liga. Ao todo, disputou 39 partidas e fez um gol pelos Tiburones. No fim empréstimo, foi pretendido pelo Gimnasia de La Prata.

### Retorno ao Boca Juniors
Seu primeiro foi marcado em 29 de julho de 2023, de cabeça aos 32 minutos do segundo tempo e o último da vitória por 2–0 sobre o Independiente na última rodada do Campeonato Argentino.
Disputou 37 partidas pelo clube na temporada e marcou um gol. O desempenho na temporada o fez despertar interesse de algumas equipes, principalmente da Itália, como a Lazio.

### Fiorentina
Em 1 de janeiro de 2025, Valentini se transferiu para a Fiorentina, da Itália.

## Seleção Argentina

### Sub-20
Foi convocado para a categoria em setembro 2019 para um período de treinamentos.

### Sub-23
Em agosto de 2023, foi um dos 20 chamados por Javier Mascherano para disputar um amistoso contra a Bolívia em 9 de setembro. Valentini foi um dos convocados para representar a Argentina no Torneio Pré-Olímpico de 2024.

## Vida pessoal
Argentino de nascimento, Valentini tem passaporte italiano e foi um dos observados por Roberto Mancini como um dos possíveis atletas convocados à Seleção Italiana.

## Títulos

### Boca Juniors
- Supercopa da Argentina: 2022